# Saint-Bon
Saint-Bon – miejscowość i gmina we Francji, w regionie Grand Est, w departamencie Marna. Nazwa miejscowości pochodzi od imienia św. Boneta.
Według danych na rok 1990 gminę zamieszkiwało 65 osób, a gęstość zaludnienia wynosiła 8 osób/km².